# Monkey Black
Leonardo Michael Flores Ozuna (Los Mina, 26 de julho de 1986 - San Adrián de Besós, Barcelona, 30 de abril de 2014), conhecido por seu nome artístico Monkey Black,  
era um cantor de música urbana da República Dominicana. 

## Biografia
Monkey Black nasceu em Los Mina, Santo Domingo, em 26 de julho de 1986. Desde tenra idade, ele demonstrou grande desejo por música que, aos 10 anos de idade, gravou seu primeiro material com El Subject; depois emigrou para Porto Rico, onde se dedicou a vários negócios.
Durante sua carreira musical, Monkey Black era conhecido como uma pessoa extrovertida, "negociando falando". Por causa de sua maneira carismática de dizer as frases: "Não faça", "Sua clara de ovo ta" e/ou "Para que você seja clara de ovo"

## Morte
Faleceu no dia quarta-feira 30 de abril de 2014, depois de ser agredido por arma branca, em San Adrián de Besós (Barcelona, Espanha) onde tinha estado residindo durante 4 anos depois de ter contraído casal.